# Championnats pan-pacifiques 2002
Navigation
Édition précédente Édition suivante
Les neuvièmes Championnats pan-pacifiques se sont déroulés à Yokohama, Japon, du 24 au 29 août 2002.
Compte tenu d'un calendrier international chargé, les championnats pan-pacifiques changent de périodicité et, de biennaux depuis leur création en 1985, ils deviennent désormais quadriennaux, comme les Jeux olympiques.
Cette neuvième édition a été incontestablement dominée par les États-Unis, avec le gain de vingt-et-un titres sur les trente-quatre en jeu et un total de cinquante deux médailles obtenues, soit un peu plus de la moitié de celles distribuées.
Un seul record du monde a été battu, alors que dix l'avaient été lors de l'édition précédente, en 1999 à Sydney.
Quant aux records des championnats, ils ont été battus à dix reprises chez les hommes, à cinq reprises et un égalé chez les femmes (treize fois en finale et trois fois en séries).

## Record du monde battu
- le 29 août 2002 : 4x100 m 4 nages par le relais des États-Unis, composé de Aaron Peirsol, Brendan Hansen, Michael Phelps et Jason Lezak, en 3 min 33 s 48

## Tableau des médailles
| Rang | Nation     | Or | Argent | Bronze | Total |
| ---- | ---------- | -- | ------ | ------ | ----- |
| 1    | États-Unis | 21 | 16     | 15     | 52    |
| 2    | Australie  | 11 | 14     | 3      | 28    |
| 3    | Japon      | 2  | 4      | 8      | 14    |
| 4    | Canada     | 0  | 0      | 7      | 7     |
| 5    | Chine      | 0  | 0      | 1      | 1     |
|      | Total      | 34 | 34     | 34     | 102   |

## Podiums

### Hommes
| Épreuves           | Or                                                                 | Or                | Argent                                                          | Argent         | Bronze                                                    | Bronze         |
| ------------------ | ------------------------------------------------------------------ | ----------------- | --------------------------------------------------------------- | -------------- | --------------------------------------------------------- | -------------- |
| Nage libre         |                                                                    |                   |                                                                 |                |                                                           |                |
| 50 m               | Jason Lezak                                                        | 22 s 22           | Anthony Ervin                                                   | 22 s 28        | Brett Hawke                                               | 22 s 40        |
| 100 m              | Ian Thorpe                                                         | 48 s 84           | Ashley Callus                                                   | 49 s 26        | Nate Dusing                                               | 49 s 47        |
| 200 m              | Ian Thorpe                                                         | 1 min 44 s 75 RC  | Grant Hackett                                                   | 1 min 45 s 84  | Nate Dusing                                               | 1 min 48 s 11  |
| 400 m              | Ian Thorpe                                                         | 3 min 45 s 28     | Grant Hackett                                                   | 3 min 45 s 99  | Klete Keller                                              | 3 min 48 s 40  |
| 800 m              | Grant Hackett                                                      | 7 min 44 s 78 RC  | Larsen Jensen                                                   | 7 min 52 s 05  | Chris Thompson                                            | 7 min 56 s 69  |
| 1 500 m            | Grant Hackett                                                      | 14 min 41 s 65 RC | Erik Vendt                                                      | 15 min 02 s 24 | Larsen Jensen                                             | 15 min 05 s 17 |
| Dos                |                                                                    |                   |                                                                 |                |                                                           |                |
| 100 m              | Aaron Peirsol                                                      | 54 s 22           | Randall Bal                                                     | 54 s 45        | Tomomi Morita                                             | 55 s 29        |
| 200 m              | Aaron Peirsol                                                      | 1 min 56 s 88     | Matt Welsh                                                      | 1 min 57 s 69  | Keith Beavers                                             | 1 min 59 s 35  |
| Brasse             |                                                                    |                   |                                                                 |                |                                                           |                |
| 100 m              | Kōsuke Kitajima                                                    | 1 min 00 s 36     | Brendan Hansen                                                  | 1 min 00 s 84  | Jim Piper                                                 | 1 min 01 s 68  |
| 200 m              | Brendan Hansen                                                     | 2 min 11 s 80     | Jim Piper                                                       | 2 min 12 s 53  | Daisuke Kimura                                            | 2 min 12 s 71  |
| Papillon           |                                                                    |                   |                                                                 |                |                                                           |                |
| 100 m              | Ian Crocker                                                        | 52 s 45           | Geoff Huegill                                                   | 52 s 48        | Mike Mintenko                                             | 52 s 69        |
| 200 m              | Tom Malchow                                                        | 1 min 55 s 21 RC  | Michael Phelps                                                  | 1 min 55 s 41  | Takashi Yamamoto                                          | 1 min 55 s 57  |
| 4 nages            |                                                                    |                   |                                                                 |                |                                                           |                |
| 200 m              | Michael Phelps                                                     | 1 min 59 s 70 RC  | Takahiro Mori                                                   | 2 min 00 s 61  | Tom Wilkens                                               | 2 min 01 s 17  |
| 400 m              | Michael Phelps                                                     | 4 min 12 s 48 RC  | Erik Vendt                                                      | 4 min 13 s 15  | Takahiro Mori                                             | 4 min 16 s 35  |
| Relais             |                                                                    |                   |                                                                 |                |                                                           |                |
| 4x100 m nage libre | Australie Ashley Callus Todd Pearson Grant Hackett Ian Thorpe      | 3 min 15 s 15     | États-Unis Anthony Ervin Scott Tucker Nate Dunsing Jason Lezak  | 3 min 15 s 41  | Canada Yannick Lupien Mike Mintenko Rick Say Brent Hayden | 3 min 17 s 69  |
| 4x200 m nage libre | Australie Grant Hackett Craig Stevens Jason Cram Ian Thorpe        | 7 min 09 s 00     | États-Unis Nate Dunsing Klete Keller Michael Phelps Chad Carvin | 7 min 11 s 81  | Canada Rick Say Mike Mintenko Mark Johnston Brian Johns   | 7 min 17 s 30  |
| 4x100 m 4 nages    | États-Unis Aaron Peirsol Brendan Hansen Michael Phelps Jason Lezak | 3 min 33 s 48 RM  | Australie Matt Welsh Jim Piper Geoff Huegill Ian Thorpe         | 3 min 34 s 84  | Canada Riley Janes Mike Brown Mike Mintenko Brent Hayden  | 3 min 38 s 17  |

### Femmes
| Épreuves           | Or                                                                  | Or               | Argent                                                                    | Argent         | Bronze                                                           | Bronze         |
| ------------------ | ------------------------------------------------------------------- | ---------------- | ------------------------------------------------------------------------- | -------------- | ---------------------------------------------------------------- | -------------- |
| Nage libre         |                                                                     |                  |                                                                           |                |                                                                  |                |
| 50 m               | Jenny Thompson                                                      | 25 s 13          | Jodie Henry                                                               | 25 s 32        | Tammie Stone                                                     | 25 s 42        |
| 100 m              | Natalie Coughlin                                                    | 53 s 99 RC       | Jodie Henry                                                               | 54 s 55        | Jenny Thompson                                                   | 54 s 75        |
| 200 m              | Lindsay Benko                                                       | 1 min 58 s 74    | Elka Graham                                                               | 1 min 59 s 72  | Giaan Rooney                                                     | 1 min 59 s 82  |
| 400 m              | Diana Munz                                                          | 4 min 09 s 50    | Lindsay Benko                                                             | 4 min 10 s 28  | Sachiko Yamada                                                   | 4 min 10 s 79  |
| 800 m              | Diana Munz                                                          | 8 min 30 s 45    | Sachiko Yamada                                                            | 8 min 31 s 89  | Hayley Peirsol                                                   | 8 min 32 s 27  |
| 1 500 m            | Diana Munz                                                          | 16 min 07 s 86   | Sachiko Yamada                                                            | 16 min 16 s 28 | Morgan Hentzen                                                   | 16 min 29 s 25 |
| Dos                |                                                                     |                  |                                                                           |                |                                                                  |                |
| 100 m              | Natalie Coughlin                                                    | 59 s 72 RC       | Dyana Calub                                                               | 1 min 01 s 49  | Haley Cope                                                       | 1 min 01 s 74  |
| 200 m              | Margaret Hoelzer                                                    | 2 min 11 s 00    | Aya Terakawa                                                              | 2 min 12 s 28  | Jennifer Fratesi                                                 | 2 min 12 s 71  |
| Brasse             |                                                                     |                  |                                                                           |                |                                                                  |                |
| 100 m              | Amanda Beard                                                        | 1 min 08 s 22    | Tara Kirk                                                                 | 1 min 08 s 66  | Xuejuan Luo                                                      | 1 min 08 s 70  |
| 200 m              | Amanda Beard                                                        | 2 min 26 s 31    | Leisel Jones                                                              | 2 min 26 s 42  | Kristy Kowal                                                     | 2 min 27 s 59  |
| Papillon           |                                                                     |                  |                                                                           |                |                                                                  |                |
| 100 m              | Natalie Coughlin                                                    | 57 s 88 RC       | Petria Thomas                                                             | 58 s 11        | Jenny Thompson                                                   | 58 s 64        |
| 200 m              | Petria Thomas                                                       | 2 min 08 s 31    | Mary DeScenza                                                             | 2 min 09 s 56  | Emily Mason                                                      | 2 min 10 s 59  |
| 4 nages            |                                                                     |                  |                                                                           |                |                                                                  |                |
| 200 m              | Tomoko Hagiwara                                                     | 2 min 13 s 42    | Gabrielle Rose                                                            | 2 min 13 s 93  | Maggie Bowen                                                     | 2 min 14 s 28  |
| 400 m              | Jennifer Reilly                                                     | 4 min 40 s 84    | Maggie Bowen                                                              | 4 min 44 s 39  | Maiko Fujino                                                     | 4 min 45 s 79  |
| Relais             |                                                                     |                  |                                                                           |                |                                                                  |                |
| 4x100 m nage libre | Australie Jodie Henry Alice Mills Petria Thomas Sarah Ryan          | 3 min 39 s 78 RC | États-Unis Lindsay Benko Natalie Coughlin Rhiannon Jeffrey Jenny Thompson | 3 min 40 s 23  | Japon Tomoko Hagiwara Tomoko Nagai Norie Urabe Koari Yamada      | 3 min 42 s 23  |
| 4x200 m nage libre | États-Unis Natalie Coughlin Elizabeth Hill Diana Munz Lindsay Benko | 7 min 56 s 96 RC | Australie Petria Thomas Elka Graham Giaan Rooney Alice Mills              | 7 min 59 s 25  | Japon Tomoko Nagai Sachiko Yamada Norie Urabe Maki Mita          | 8 min 04 s 01  |
| 4x100 m 4 nages    | Australie Dyana Calub Leisel Jones Petria Thomas Jodie Henry        | 4 min 00 s 50 RC | États-Unis Natalie Coughlin Amanda Beard Jenny Thompson Lindsay Benko     | 4 min 01 s 15  | Canada Erin Gammel Rhiannon Leier Jennifer Button Laura Nicholls | 4 min 05 s 69  |

Légendes : RM : record du monde, RC : record des championnats